# Societatea Națiunilor
Societatea Națiunilor sau Liga Națiunilor a fost o organizație interguvernamentală înființată după Războiul Mondial în 1919 în urma Conferinței de Pace de la Paris, care a pus capăt Primului Război Mondial și precursoarea Organizației Națiunilor Unite. Societatea a fost prima organizație internațională de securitate având obiectivul principal să mențină pacea mondială. În perioada de maximă dezvoltare, între 28 septembrie 1934 și 23 februarie 1935, a avut 58 membri. Stabilite în Pactul Societății Națiunilor, scopurile principale ale Societății erau prevenirea războiului prin securitate colectivă, dezarmarea, și rezolvarea disputelor internaționale prin negociere și arbitraj. Printre altele erau tratate și probleme precum condițiile de muncă, tratamentul corect a locuitorilor indigeni, traficul de persoane și a drogurilor, comercializarea armelor, sănătatea mondială, prizonierii de război, și protejarea minorităților din Europa.
Filozofia diplomatică a Ligii Națiunilor a reprezentat o schimbare radicală a gândirii politice față de ultimele sute de ani precedenți. Societatea nu dispunea de forțe armate proprii, ci depindea de Marile Puteri pentru a-și pune în aplicare rezoluțiile, menținerea sancțiunilor economice pe care Societatea le impunea sau să i se ofere o armată pe care Societatea să o poată folosi când va fi necesar. Cu toate acestea, ezitau adesea să o folosească. Sancțiunile puteau, de asemenea, să nemulțumească membrii Societății, prin urmare nu se puteau conforma cu acestea. Când Societatea i-a acuzat pe soldații italieni că ținteau corturile medicale ale Crucii Roșii în timpul celui de-Al Doilea Război Italo-Etiopian, Benito Mussolini a răspuns că „Societatea Națiunilor este extrem de eficientă atunci când ciripesc păsărelele, dar își pierde complet utilitatea atunci când atacă uliii”.
După o serie de succese și unele eșecuri din anii 1920, Liga s-a dovedit neputincioasă în fața agresiunii Puterilor Axei din anii 1930. Germania a părăsit Societatea Națiunilor, urmată apoi de Japonia, Italia, Spania și alții. Declanșarea celui de-Al Doilea Război Mondial a însemnat eșecul scopului principal al Societății, acela de a împiedica o nouă conflagrație mondială. Organizația Națiunilor Unite a înlocuit-o după sfârșitul războiului și a moștenit un număr de agenții și organizații fondate de Societate.

## Originile Societății

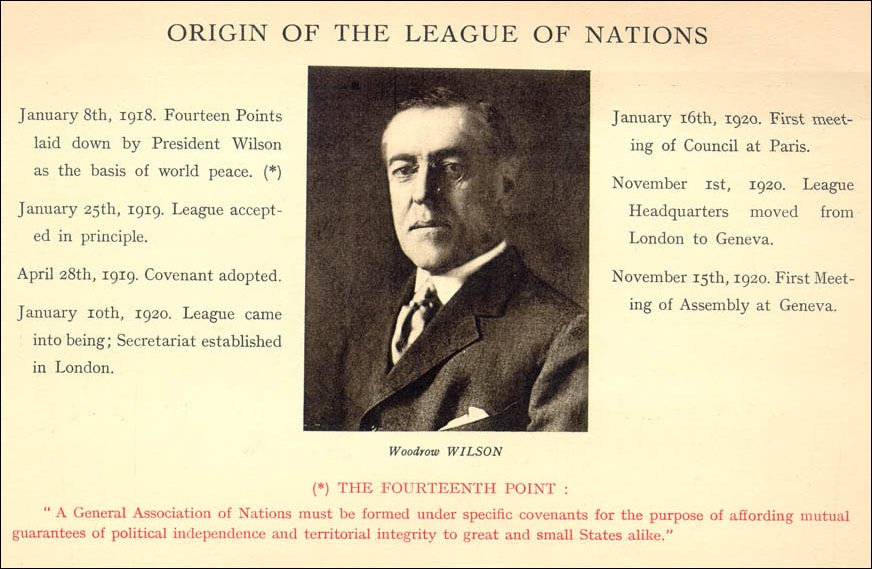
O fișă comemorativă reprezentându-l pe președintele american Woodrow Wilson și „Originea Societății Națiunilor”

Conceptul unei comunități pașnice a națiunilor datează încă din 1795, când în eseul Perpetual Peace: A Philosophical Sketch scris de Immanuel Kant, filosoful a subliniat crearea unei societăți a națiunilor care să controleze conflictele și să promoveze pacea între state. În acesta, Kant susținea crearea unei comunități globale pașnice, nu în sensul să există un guvern mondial, dar în speranța că fiecare stat s-ar declara stat liber care să-și respecte cetățenii și să-și întâmpine vizitatorii străini ca pe semeni. O uniune a statelor libere va promova o societate mondială pașnică datorită acestei raționalizări, prin urmare poate exista o pace perpetuă legată de comunitatea internațională.
Cooperarea internațională pentru promovarea securității colective își are originea în Concertul European, care s-a dezvoltat în urma Războaielor napoleoniene în secolul XIX printr-o încercare de a menține status quo-ul între statele europene și să evite alte războaie. Această perioadă a cunoscut, de asemenea, o evoluție a dreptului internațional odată cu prima Convenție de la Geneva, înființând legi despre ajutorul umanitar pe timp de război și convențiile internaționale de la Haga din 1899 și 1907 care reglementează normele de război, precum și soluționarea pașnică a disputelor internaționale.
Precursoarea Societății Națiunilor, Uniunea Interparlamentară (UIP), a fost formată de către activiștii pentru pace William Randal Cremer și Frederic Passy în 1889. Organizația activa la nivel internațional cu o treime din membrii parlamentului, în cele 24 de state care aveau parlamente și erau membre UIP până în 1914. Obiectivele sale au fost de a încuraja guvernele să își soluționeze diferendele internaționale prin mijloace pașnice și de arbitraj iar conferințele anuale au fost organizate pentru a ajuta guvernele să îmbunătățească procesul de arbitraj internațional. Organizarea UIP a constat într-un consiliu condus de un președinte care va fi ulterior preluată în organizarea Societății.
La începutul secolului XX, două blocuri-putere au apărut prin alianțele între Marile Puteri europene. Aceste alianțe au intrat în vigoare la începutul Primului Război Mondial, în 1914, implicând toate puterile majore europene în război. Acesta a fost primul război major din Europa între statele industrializate și pentru prima dată în Europa Occidentală când produsele industrializării (de exemplu, producția în masă) au fost folosite în război. Pierderile nemaiîntâlnite în urma războiului industrial au fost de opt milioane și jumătate de membrii morți ale serviciilor armate și 21 de milioane de răniți și aproximativ 10 milioane de civili morți.
Până la sfârșitul conflagrației, în noiembrie 1918, războiului a avut un impact profund, afectând sistemele sociale, politice și economice ale Europei cauzând o traumă psihologică și psihică pe continent. Sentimentul anti-război a crescut în întreaga lume; Primul Război Mondial a fost descris ca fiind „războiul menit să pună capăt oricărui război” iar cauzele posibile au fost investigate viguros. Cauzele descoperite cuprindeau cursa înarmării, alianțele, diplomația secretă și libertatea statelor suverane de a participa la război din propriul interes. Remediile percepute asupra acestora erau văzute ca fiind înființarea unei organizații internaționale a cărui scop principal era prevenirea unui viitor război prin dezarmare, diplomație deschisă, cooperare internațională, restricțiile privind dreptul la războaie și sancțiunile care au făcut războiul neatrăgător națiunilor.
În vreme ce Primul Război Mondial era în plină desfășurare, mai multe guverne și grupuri începuse inițierea unor planuri de a schimba modul în care relațiile internaționale se desfășurau cu scopul de a preveni repetarea războiului. Președintele Statelor Unite Woodrow Wilson și consilierul său, colonelul Edward M. House, au promovat cu entuziasm ideea unei Societăți ca un mijloc de a evita orice repetare a vărsării de sânge văzute în Primul Război Mondial, iar înființarea unei Societăți a fost un punct principal al celor paisprezece puncte pentru pace. Mai exact, punctul final stipula că „se va forma o asociație generală de națiuni în vederea creării de garanții mutuale de independență politică și de integritate teritorială a statelor mari și mici.”
Înainte de redactarea termenilor specifici ai păcii, Wilson a recrutat o echipă, condusă de colonelul House, pentru a compila orice informații considerate pertinente pentru evaluarea situației geopolitice din Europa. La începutul lunii ianuarie 1918, Wilson l-a chemat pe House la Washington iar cei doi au început să elaboreze într-un secret total, primul mesaj al Societății Națiunilor care a fost trimis la un Congres neavizat la 8 ianuarie 1918.
Planurile finale ale lui Wilson pentru Societate au fost puternic influențate de prim-ministrul sud-african, Jan Christiaan Smuts. În 1918, Smuts a publicat o serie de tratate intitulate The League of Nations: A Practical Suggestion. Conform biografiei scrise de F.S. Crafford despre Sumts, Wilson a adoptat „și ideile și stilul” lui Smuts.
La data de 8 iulie 1919, Woodrow Wilson a revenit în Statele Unite și a lansat o campanie la nivel național cu scopul de a asigura sprijinul poporului american pentru intrarea țării SUA în Societate. La 10 iulie, Wilson a declarat în fața Senatului că „un nou rol și o nouă responsabilitate au revenit acestei mari națiuni pe care o onorăm și pe care cu toții dorim să o ridicăm la un nivel mai mare al serviciilor și realizărilor.” Discursul președintelui Wilson a fost primit cu răceală, mai ales de către republicani.
Conferința de Pace de la Paris a permis înființarea Societății Națiunilor (în franceză Société des Nations, germană Völkerbund) la data de 25 ianuarie 1919, având ca scop impunerea unei păcii ca urmare a Primului Război Mondial. Pactul Societății Națiunilor a fost scris de o comisie specială, iar Societatea a fost instituită în Partea I a Tratatului de la Versailles. La 28 iunie 1919, 44 de state au semnat Pactul, inclusiv 31 de state care au participat la război alături de Antanta sau s-a alăturat acesteia în timpul conflagrației. În ciuda eforturilor lui Wilson de a organiza și promova Societatea, și pentru care primise Premiul Nobel pentru Pace în 1919, Statele Unite ale Americii nu s-au alăturat Societății. Opoziția din senatul Statelor Unite ale Americii, în special din partea politicienilor republicanilor Henry Cabot Lodge și William E. Borah , împreună cu refuzul lui Wilson de face compromis, au asigurat că Statele Unite ale Americii nu vor aproba Pactul.
Societatea a ținut prima întâlnire a consiliului la Paris, pe 16 ianuarie 1920, la șase zile după intrarea în vigoare a Tratatului de la Versailles. În noiembrie, sediul central al Societății s-a mutat la Geneva, localitate în care s-a desfășurat, la 15 noiembrie 1920, prima Adunare Generală, cu reprezentanți din 41 de state.

## Limbi și simboluri
Limbile oficiale folosite în cadrul Societății Națiunilor erau franceza, engleza și spaniola (din 1920). Societatea avea în vedere adoptarea limbii esperanto ca limbă de lucru și încuraja folosirea acesteia, însă niciuna din opțiuni nu a fost adoptată. În 1921, Lord Robert Cecil a propus introducerea limbii esperanto în școlile statelor membre și s-a cerut elaborarea unui studiu pe acest fapt. Când raportul a fost prezentat, doi ani mai târziu, se recomanda predarea limbii esperanto în școli, propunerea fiind acceptată de 11 delegații. Opoziția cea mai puternică a venit din partea delegatului francez Gabriel Hanotaux pentru a proteja limba franceză, argumentând că este deja limba internațională. Datorită acestei opoziții, propunerea nu a fost adoptată.
În 1939, a apărut o emblemă semioficială: două stele cu cinci colțuri în cadrul unui pentagon albastru. Acestea simbolizau cele cinci continente și cele cinci rase globale. Deasupra și dedesubtul emblemei se afla numele în engleză (League of Nations), respectiv în franceză (Société des Nations).

## Principalele instituții

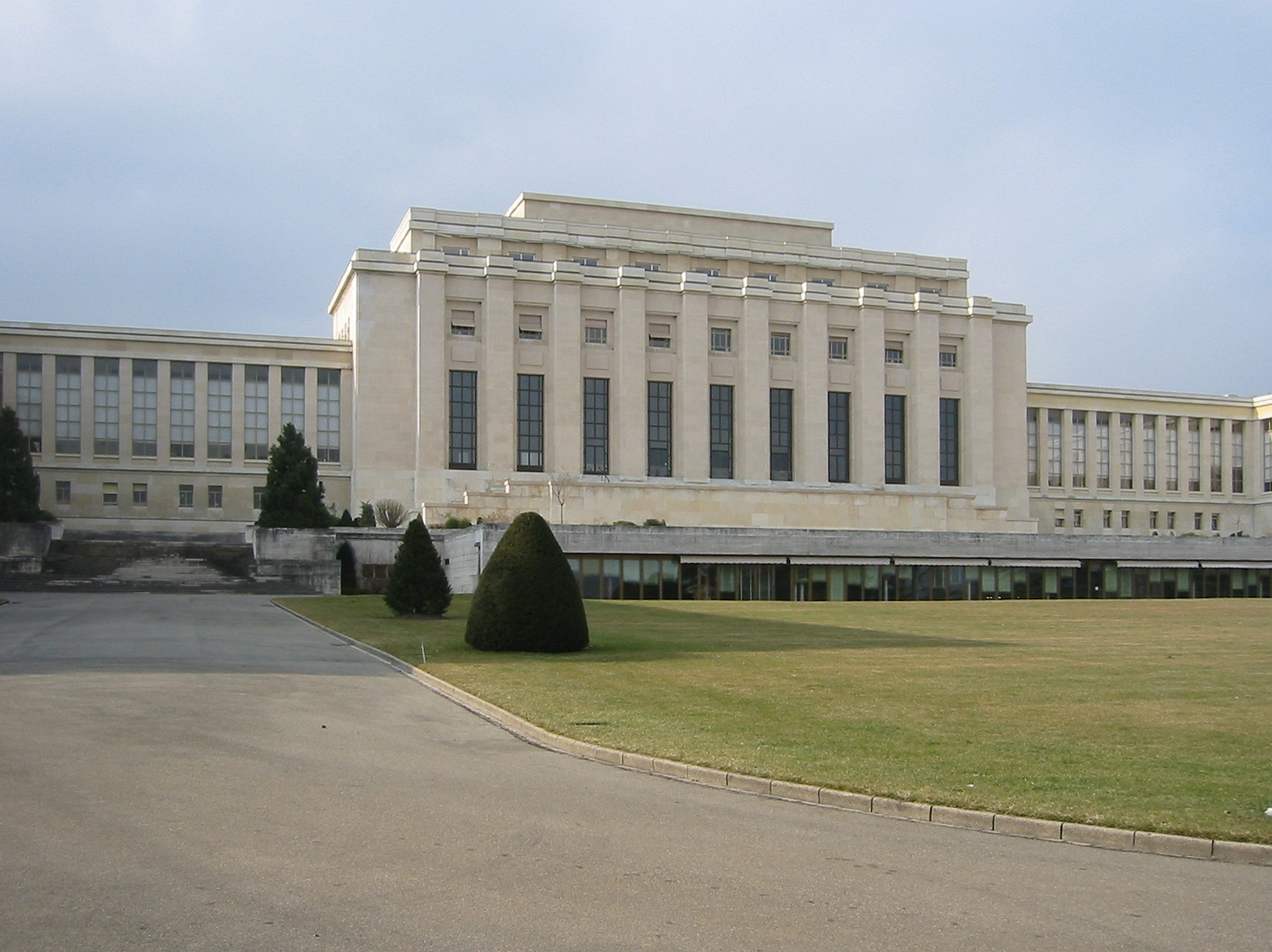
Palatul Națiunilor, Geneva, sediul central al Societății Națiunilor din 1929 pana la dizolvarea acesteia.

Principalele instituții structurale ale Societății au fost: Adunarea; Consiliul și Secretariatul Permanent (condus de Secretarul General și cu sediul la Geneva). Aceasta aveau două aripi importante în: Curtea Permanentă de Justiție Internațională și Organizația Internațională a Muncii. Pe lângă acestea, au existat mai multe agenții și comisii auxiliare. Bugetul fiecărei instituții era alocat de Adunare (Societatea era sprijinită financiar de statele membre).
Relațiile dintre Adunare și Consiliu nu erau definite în mod explicit, iar, cu puține excepții, competențele lor erau în mare parte asemănătoare. Fiecare organ putea face față oricărei probleme, în sfera de competență a Societății, care putea afecta pacea mondială. Probleme și sarcini deosebite se puteau îndrepta la Consiliu sau la Adunare. Informațiile se puteau transmite de la un organ la altul.
Unanimitatea a fost necesară pentru adoptarea deciziilor atât a Adunării, cât și a Consiliului, cu excepția problemelor de procedură și a altor cazuri specifice, precum admiterea noilor membri. Acest regulament general în cea ce privește unanimitatea a fost recunoașterea suveranității naționale. Societatea căuta soluții de acord comun și nu prin dictate. Totuși, în cazurile disputelor, acordul părților nu necesita unanimitate.

### Secretariatul
Secretariatul permanent, înființat la sediul Societății la Geneva, cuprindea o colectivitate de experți în diferite sfere sub conducerea Secretarului General. Principalele sectoare ale Secretariatului erau: politic, financiar și economic; sectorul de tranzit; sectorul minorităților și administrației (Saar și Danzig); sectorul de mandate; sectorul pentru dezarmare; sectorul sănătății; sectorul social (traficul de femei și copii); sectorul Biroul Internațional și Cooperarea Intelectuală; sectorul legal și sectorul de informații. Fiecare sector era responsabil pentru întreaga activitate oficială a secretariatului legată de domeniul aparte și se ocupa cu organizarea tuturor întrunirilor și conferințelor,  funcționând ca serviciul civil al Societății. În 1931, numărul personalului era de 707.

### Adunarea
Adunarea era alcătuită din reprezentanții tuturor statelor membre ale Societății. Fiecare stat putea avea până la 3 reprezentanți și un singur vot. Adunarea se întrunea la Geneva, iar după primele sesiuni din 1920, următoarele sesiuni se desfășurau în septembrie, o dată pe an. Funcțiile speciale ale Adunării cuprindeau admiterea noilor membri, alegerile periodice ale membrilor non-permanenți ai Consiliului, alegerile cu Consiliul judecătorilor Curții Permanente și controlul bugetului. În practică, Adunarea devenise forța de coordonare generală a activității Societății.

### Consiliul
Consiliul Societății funcționa ca un organ executiv care controla activitatea Adunării. Consiliul era compus din reprezentații principalelor puteri aliate (Marea Britanie, Franța, Italia și Japonia) și din patru membri nepermanenți aleși pe termene fixe. Primii patru membri nepermanenți ai Consiliului au fost Belgia, Brazilia, Grecia și Spania.
Structura Consiliului a fost, ulterior, schimbată de mai multe ori. Numărul membrilor nepermanenți a crescut la șase, în 22 septembrie 1922, iar, apoi, la nouă, în 8 septembrie 1926. Werner Dankwort din partea Germaniei a făcut efort ca țara sa natală să se alăture Societății, reușind acest lucru în 1926. Germania devenise al cincilea membru permanent, astfel Consiliul era format din cincisprezece state membre. Ulterior, după ieșirea Germaniei și Japoniei din cadrul Societății, numărul locurilor nepermanente a crescut de la nouă la unsprezece, iar Uniunea Sovietică a devenit membru permanent, astfel Consiliul era alcătuit din cincisprezece membri. Consiliul se întâlnea, în medie, de cinci ori pe an și în sesiuni extraordinare când era necesar. În total, au fost ținute 107 sesiuni publice între 1920 și 1939.

### Alte instituții
Societatea supraveghea Curtea Permanentă de Justiție Internațională și alte câteva agenții și comisii înființate pentru a face față problemelor internaționale urgente. Printre acestea se numărau Comisia pentru Dezarmare, Organizația Sănătății, Organizația Internațională a Muncii, Comisia de Mandate, Comisia Internațională de Cooperare Intelectuală (precursor al UNESCO), Consiliul Permanent Central al Opiului, Comisia pentru Refugiați și Comisia pentru Sclavie. O parte din aceste instituții au transferate Organizației Națiunilor Unite după sfârșitul celui de-al Doilea Război Mondial; Organizația Internațională a Muncii, Curtea Permanentă de Justiție Internațională (redenumită în Curtea Internațională de Justiție), și Organizația de Sănătate (restructurată ca Organizația Mondială a Sănătății) au devenit instituții ONU.
Curtea Permanentă de Justiție Internațională a fost asigurată financiar de Pact, dar nu și înființată de acesta. Consiliul și Adunarea au creat constituția acesteia. Judecătorii săi au fost aleși de către Consiliu și Adunare, iar bugetul său fost asigurat de către Adunare. Curtea era alcătuită din șapte judecători și patru judecători adjuncți, aleși pe o perioadă de nouă ani. Curtea a fost în stare să asculte și să rezolve orice dispută internațională pe care părțile în cauză le ridicau. De asemenea, Curtea putea oferi un aviz consultativ asupra oricărei dispute sau probleme trimise de Consiliu sau Adunare. Curtea era accesibilă tuturor națiunilor în anumite condiții generale.
Organizația Internațională a Muncii (OIM) a fost înființată în 1919, după fundamentul părții XIII din Tratatul de la Versailles, și a devenit parte din activitatea Societății. OIM era o organizație autonomă cu propriul organ de guvernare, propria Conferință Generală și propriul Secretariat, deși avea aceiași membri ca și Societatea și era supusă controlului bugetar al Adunării. Constituția acesteia era diferită de cea a Societății: delegația a fost acordată nu numai guvernelor, dar și reprezentanților angajatorilor și organizațiilor muncitorilor. Primul director a fost Albert Thomas.
OIM a restricționat cu succes suplimentul de plumb pentru vopsea, și a convins mai multe state să adopte un program de lucru de 8 ore pe zi și patruzeci și opt de ore de muncă săptămânal. A pus, de asemenea, capăt munci copiilor, a sporit drepturile femeilor în locurile de muncă, iar armatorii se făceau răspunzători pentru accidentele care îi implica pe marinari. Organizația a continuat să existe după desființarea Societății, devenind o agenție a Organizației Națiunilor Unite în 1946.
Organizația pentru sănătate era alcătuită din trei instituții, Biroul de Sănătate care era alcătuită din oficialii permanenți ai Societății, Consiliul Consultativ General alcătuit din experți medicali și Comitetul de Sănătate. Scopul Comitetului era efectuare anchetelor, supravegherea activității muncii de sănătate a Societății iar locul de muncă să fie prezentat Consiliului. Această instituție se axa pe oprirea leprei, malariei, febrei galbene, ultimele două prin inițierea unei campanii internaționale de exterminarea țânțarilor. De asemenea, Organizația Sănătății a lucrat cu succes cu Uniunea Sovietică pentru prevenirea epidemiei de tifos, inclusiv organizarea unei campanii mari de educație despre boli.

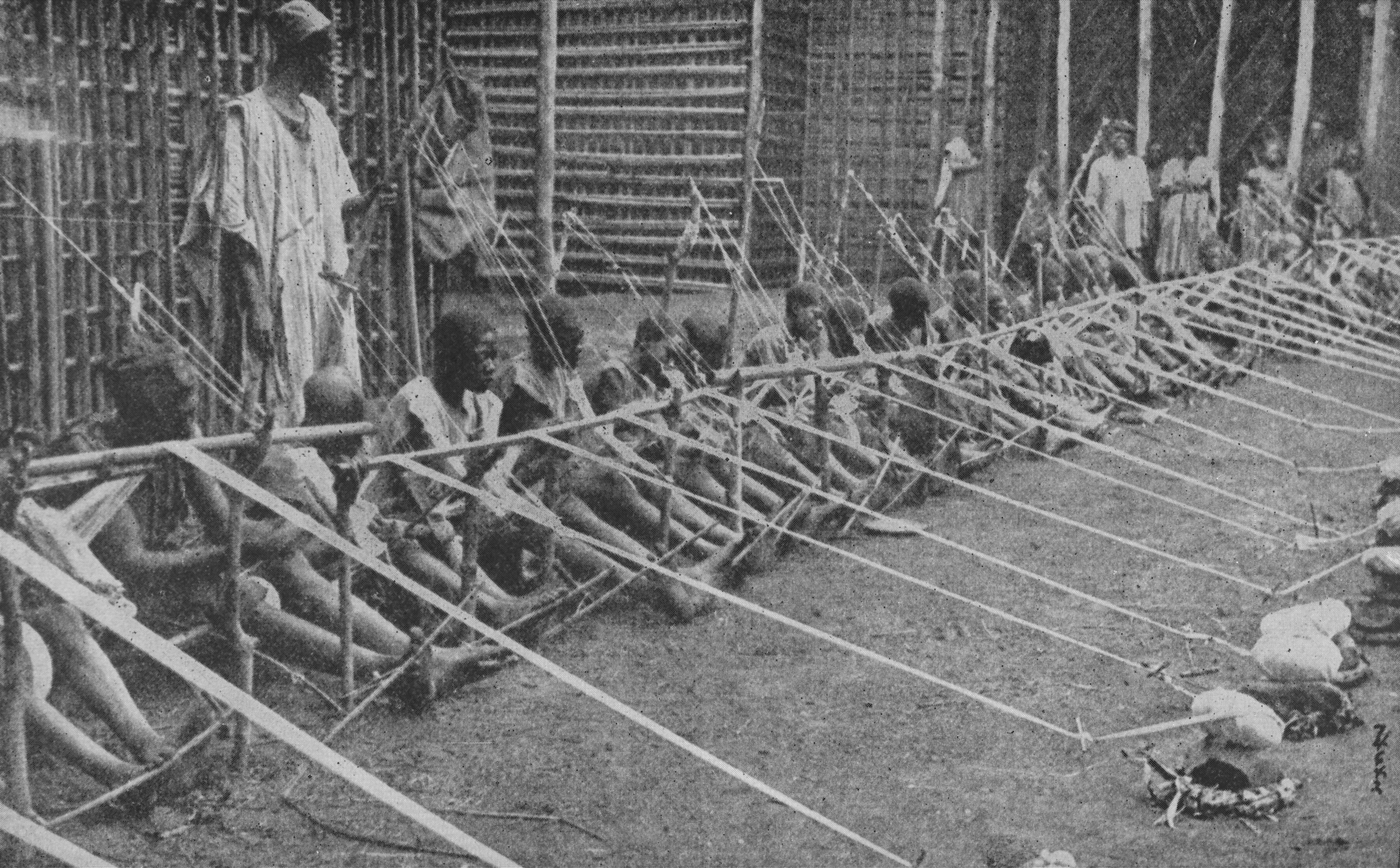
Copii muncind în Camerun în 1919.

Societatea Națiunilor a acordat o atenție serioasă problemei cooperării intelectuale încă de la înființarea acesteia. La prima Adunare (decembrie 1920) s-a cerut participarea Consiliului la organizarea internațională a lucrărilor intelectuale. Consiliul a adoptat raportul prezentat de al Cincilea Comitet a celei de-a Doua Adunări și a invitat un Comitet distins asupra Cooperării Intelectuale să se întâlnească la Geneva în august 1922. Filozoful francez Henri Bergson a devenit primul șef la comitetului. Programul de lucru al Comitetului cuprindea: investigarea condițiilor de viață intelectuală, asistență statelor a căror viață intelectuală era pusă în pericol, crearea Comitetelor Naționale pentru cooperare intelectuală, cooperarea cu organizațiile intelectuale internaționale, protecția proprietății intelectuale, cooperarea inter-universitară, coordonarea lucrărilor bibliografice și a publicațiilor interbancare internaționale și cooperare internațională în cercetarea arheologică.
Societatea dorea să reglementeze traficul cu droguri și, prin urmare, a înființat Consiliul Permanent Central al Opiului să supravegheze sistemul de control statistic introdus în urma celei de-a doua Convenții Internaționale a Opiului prin care media producția, fabricarea, comerțul și debitul opiului și a subproduselor sale. De asemenea, Biroul a creat un sistem de certificare de import și autorizații de export pentru comerțul internațional legal de stupefiante.

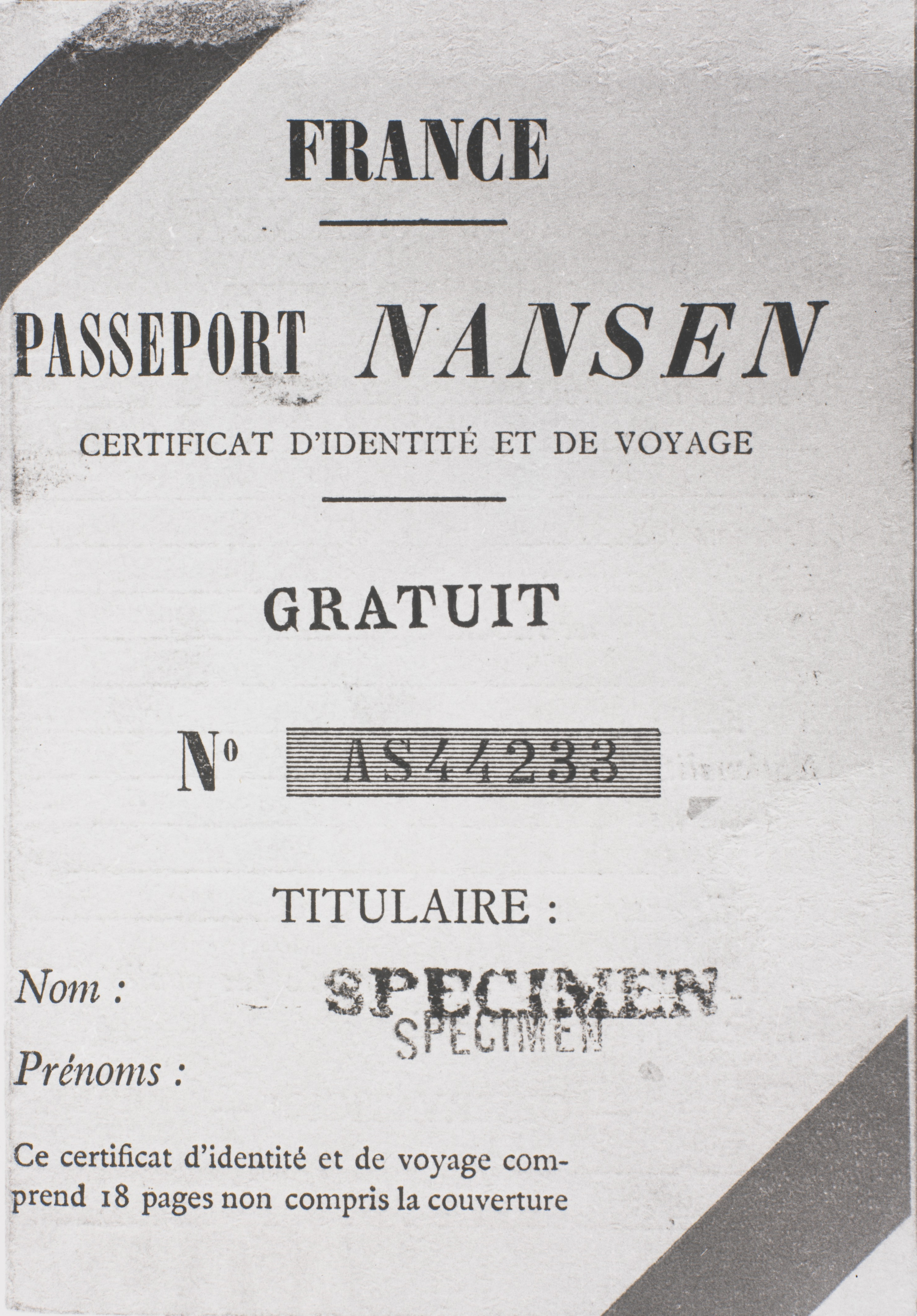
Un exemplu de pașaport Nansen

Comisia pentru Sclavie dorea să extirpe sclavia și traficul de sclavi din lume și lupta împotriva prostituției forțate. Succesul său principal a fost prin presarea guvernelor care au administrat țările mandatate să pună capăt sclaviei în aceste țări. În 1926, Societatea a asigurat o obligație din partea Etiopiei să pună capăt sclaviei ca o condiție de aderare, iar împreună cu Liberia au lucrat să desființeze munca silită și sclavia inter-tribală. Aceasta a reușit să câștige emanciparea de 200.000 de sclavi în Sierra Leone și în raidurile organizate împotriva comercianților de sclavi în speranța că va opri practicarea de muncă forțată din Africa. De asemenea, a reușit să reducă de la 55% la 4% rata de deces a muncitorilor în construirea căii ferate Tanganyika. S-au menținut recorduri în controlarea sclaviei, prostituției și a traficului de femei și copii.
Condusă de Fridtjof Nansen, Comisia pentru Refugiați a fost înființată pe 27 iunie 1921, având ca scop apărarea intereselor refugiaților inclusiv supravegherea repatrierii lor și, când era necesar, reinstalarea acestora. După sfârșitul Primului Război Mondial existau între două și trei milioane de foști prizonieri de război dispersați în Rusia, comisia reușind în cei doi ani de la fondare să ajute 425.000 dintre aceștia să se întoarcă acasă. În 1922, a instalat tabere în Turcia pentru a ajuta țara în criza refugiaților, ajutând la prevenirea bolilor și a foametei. De asemenea, a creat pașaportul Nansen ca un mijloc de identificare pentru persoanele apatride.
Comitetul pentru Studierea Statutului Legal al Femeii a avut ca scop determinarea poziției femeii în lume. Acesta a fost înființat în 1938 iar ulterior a devenit parte din ONU cu denumirea Comisia pentru Statutul Femeii.

## Membrii

O hartă globală care prezintă statele membre ale Societății Națiunilor din perioada 1920-1946.

Din cele 42 de state fondatoare, 23 (sau 24 prin includerea Franței Libere) au rămas membre până la desființarea Societății în 1946. În anul fondator, alte șase state au aderat dar numai două au rămas membre de-a lungul existenței Societății. În următorii ani au aderat alte 15 state. Cel mai mare număr de state membre a fost de 58, în perioada 28 septembrie 1934 (odată cu aderarea Ecuadorului) și 23 februarie 1935 (odată cu aderarea Paraguayului). În acest timp, doar Costa Rica (22 ianuarie 1925), Brazilia (14 iunie 1926), Imperiul German (27 martie 1933), Germania (19 septembrie 1933) s-au retras, afirmând un dezavantaj diplomatic datorită competențelor slabe.
Uniunea Sovietică a devenit membru pe 18 septembrie 1934, și exclusă din Societate pe 14 decembrie 1939 pentru agresiunea împotriva Finlandei. Prin expulzarea Uniunii Sovietice din Societatea Națiunilor, aceasta își încălca propriile norme; numai 7 din cei 15 membri ai Consiliului au votat în favoarea expulzării (Marea Britanie, Franța, Belgia, Bolivia, Egipt, Africa de Sud și Republica Dominicană), neexistând o majoritate pe care o cerea Pactul. Trei din acești membri au fost aleși membri ai Consiliului cu o zi înainte de votare (Africa de Sud, Bolivia și Egipt). Practic, acesta a fost unul din ultimele acțiuni înainte de a înceta să mai opereze datorită izbucnirii celui de-al Doilea Război Mondial.
Egipt a fost ultimul stat care s-a alăturat Societății (26 mai 1937). Primul membru care s-a retras din Societate după fondare a fost Costa Rica, la 22 ianuarie 1925; statul care se alăturase Societății Națiunilor în 16 decembrie 1920. Ultimul membru care s-a retras din cadrul Societății înainte de desființare a fost Luxemburg, pe 30 aprilie 1942. Brazilia a fost primul membru fondator care s-a retras (14 iunie 1926), iar Haiti a fost ultimul (aprilie 1942). Irak, alăturându-se în 1932, a fost primul membru al Societății care fusese anterior mandat al Societății Națiunilor.

## Mandate
După sfârșitul Primului Război Mondial, puterile Aliate se confruntau cu problema eliminării fostelor colonii germane din Africa și din Pacific și a câtorva provincii ne-turcești ale Imperiului Otoman. Conferința de Pace a adoptat principiul că aceste teritorii trebuie administrate de diferite guverne în numele Societății – un sistem de responsabilitate națională supusă supravegherii internaționale. Acest plan, definit ca sistemul de mandat, a fost adoptat de „Consiliul celor Zece” pe 30 ianuarie 1919 și transmis la Societatea Națiunilor.
Mandatele Societății Națiunilor au fost stabilite în Articolul 22 al Pactului Societății Națiunilor. Comisia Permanentă de Mandate supraveghea mandatele Societății Națiunilor, și organiza, de asemenea, plebiscite în teritoriile disputate, astfel încât locuitorii să poată alege cărei țări vor să se alăture. Existau trei tipuri de clasificare a mandatelor: A, B și C.

### Mandate de clasa A
Mandatele de clasa A (aplicată părților din vechiul Imperiu Otoman) erau anumite comunități care au
...atins un stadiu de dezvoltare unde existența lor ca națiuni independente pot fi recunoscute temporar supuse interpretării avizului administrativ și asistenței unui mandatar până vor fi capabile să se descurce pe propriile forțe. Dorințele acestor comunități trebuie să fie o analiză esențială în alegerea mandatarului.

### Mandate de clasa B
Mandatele de clasa B erau aplicate fostelor colonii germane pentru care Societatea și-a asumat responsabilitatea după sfârșitul Primului Război Mondial. Descrise ca „popoare”, Societatea afirma că erau
... la un așa stadiu că mandatarul trebuie să fie responsabil pentru administrația teritoriului în condiții care vor garanta libertatea conștiinței și religiei, supuse numai pentru menținerea ordinii publice și morale, prohibiția abuzurilor precum comerțul cu sclavi, traficul de arme și traficul de băuturi, și prevenirea construirii de fortificații sau de baze militară și navală și de instruire militară a indigenilor cu alte scopuri decât de poliție și apărarea teritoriului, și securiza de asemenea, egalitatea oportunităților pentru comerț și comercializării cu alte state membre ale Societății Națiunilor.

### Mandate de clasa C
Africa de Sud-Vest și anumite insule ale Pacificului de Sud erau administrate de membrii Societății sub un mandat de clasă C. Acestea erau clasificate ca „teritorii”
... care, datorită dispersării populației lor, sau numărului lor mic, sau depărtării lor din centrele de civilizație, sau contiguității lor geografice către teritoriul mandatarului, și a altor circumstanțe, pot fi cel mai bine administrate sub legile mandatarului ca porțiuni integrale din teritoriu, supuse garanțiilor menționate mai sus în interesele populației indigene.

### Puterile mandatare
Teritoriile erau guvernate de Puterile Mandatare, precum Regatul Unit în cazul mandatului pentru Palestina și Uniunea Africii de Sud, în cazul Africii de Sud-Vest, până când teritoriile erau considerate capabile să se auto-guverneze. Existau paisprezece mandate de teritorii împărțite între cele șase Puteri Mandatare ale Regatului Unit, Franței, Belgiei, Noii Zeelande, Australiei și Japoniei. Cu excepția Regatului Irakului, care s-a alăturat Societății în 3 octombrie 1932, aceste teritorii nu și-au obținut independența până după al Doilea Război Mondial, un proces care nu s-a terminat până în 1990. În urma desființării Societății, majoritatea mandatelor au devenite protectorate ONU.
În plus față de mandate, Societatea însăși guverna Teritoriul Bazinului Saar timp de 15 ani, înainte să fie înapoiată Germaniei, ca urmare a unui plebiscit, și Orașul Liber Danzig (în prezent Gdańsk, Polonia) de la 15 noiembrie 1920 la 1 septembrie 1939.

## Rezolvarea disputelor teritoriale
Urmările Primului Război Mondial înregistrează și multe dispute lăsate să fie rezolvate între națiuni, inclusiv poziția exactă a granițelor naționale și care regiuni se vor alipi țării. Majoritatea acestor probleme erau tratate de Puterile Aliate victorioase în instituții precum Consiliul Suprem Aliat. Aliații obișnuiau să se ocupe numai de aspectele deosebit de dificile. Asta însemna că, în primii trei ani din 1920, Societatea a jucat un rol nesemnificativ în rezolvarea crizei care a dus la izbucnirea conflagrației. Probleme pe care Societatea în primii ani le includea pe cele desemnate de tratatele de pace de la Paris.
Pe măsură ce Societatea se dezvolta, contribuția acesteia se extindea, iar pe la mijlocul anilor 1920, devenise centrul activității internaționale. Această schimbare se poate observa în relația dintre Societate și statele ne-membre. De exemplu, Statele Unite și Rusia au colaborat tot mai mult cu Societatea. În a doua jumătate a anilor 1920, Franța, Marea Britanie, Germania apelau la Societatea Națiunilor ca principal temei pentru activitatea lor diplomatică și fiecare secretar extern participa la întâlnirile Societății la Geneva, în timpul acelei perioade. De asemenea, apelau la mecanismul Societății, încercând să îmbunătățească relațiile și să–și rezolve neînțelegerile.

### Insulele Åland
Åland este un arhipelag din aproximativ 6.500 insule între Suedia și Finlanda. Locuitorii insulei vorbeau numai în suedeză, dar în 1809 Suedia pierduse atât Finlanda cât și insulele Åland pentru Rusia. În decembrie 1917, în timpul frământărilor Revoluției din Octombrie, Finlanda și-a declarat independența iar majoritatea locuitorilor din Åland doreau ca insulele să facă parte încă o dată din Suedia; cu toate acestea, guvernul finlandez credea că insulele făceau parte din noul stat, deoarece rușii au inclus Åland în Marele Principat al Finlandei, înființat în 1809. Până în 1920, disputa a escaladat la un nivel atât aprig încât exista pericol de izbucnire a unui război. Guvernul britanic a ridicat problema la Consiliul Societății, însă Finlanda nu a permis Societății să intervină, deoarece considerau că e o problemă internă. Societatea a întocmit o listă prin care urma să se decidă dacă Societatea trebuie să analizeze situația și, cu un răspuns pozitiv, a fost creată o comisie neutră. În iunie 1921, Societatea și-a anunțat decizia; insulele vor constitui o parte din Finlanda, dar cu asigurarea protecției locuitorilor, inclusiv a demilitarizării. Cu acordul reticent al Suediei, acesta a devenit primul acord internațional european încheiat în mod direct prin intermediul Societății.

### Silezia Superioară

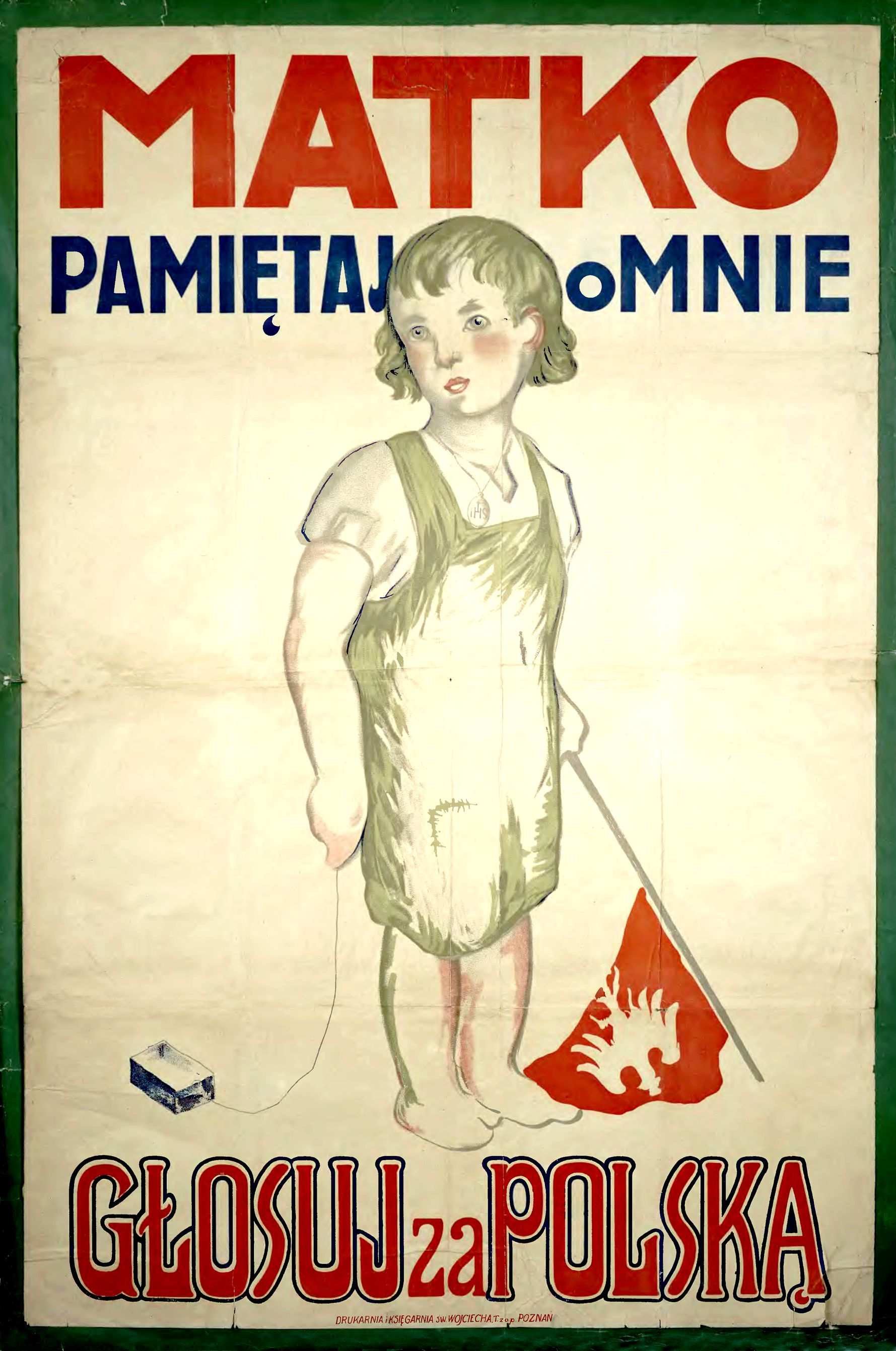
Afiș polonez de la plebiscitul din Silezia Superioară. Textul scrie: „Mamă nu mă uita. Votează pentru Polonia.”

Puterile Aliate au ridicat problema Sileziei Superioare la Societate după ce nu au reușit să rezolve disputa teritorială. După sfârșitul Primului Război Mondial, Polonia avea pretenții teritoriale asupra Sileziei Superioare, care făcea parte din Prusia. Tratatul de la Versailles recomanda un plebiscit în Silezia Superioară pentru a stabili dacă teritoriul va face parte din Germania sau Polonia. Plângerile despre atitudinea autorităților germane au dus la revolte și, în cele din urmă, la izbucnirea primelor două insurecții din Silezia (1919 și 1920). Pe 20 martie 1921 s-a desfășurat un plebiscit în care 59,6% (aproximativ 500.000) din votanți doreau să rămână în Germania, însă Polonia susținea că condițiile impuse erau nedrepte. Ca urmare, a izbucnit și a treia insurecție în 1921.
Pe 12 august 1921, i s-a cerut Societății să rezolve problema, iar Consiliul a creat o comisie cu reprezentanți din Belgia, Brazilia, China și Spania pentru a evalua situația. Comitetul recomanda ca Silezia Superioară să fie împărțită între Polonia și Germania după preferințele arătate în plebiscit iar cele două părți să decidă detaliile interacțiunii dintre cele două zone. De exemplu, dacă bunurile să circule liber peste graniță datorită independenței economice și industriale din cele două zone. În noiembrie 1921, s-a ținut o conferință la Geneva pentru a negocia o înțelegere între Germania și Polonia. După cinci întâlniri, se ajunsese la un acord, prin care cea mai mare parte a zonei a fost înmânată Germaniei, dar majoritatea resurselor minerale ale regiunii și o mare parte din industria sa se aflau in zona cedata Poloniei. Când acest acord a devenit public în mai 1922, în Germania resentimentul exprimat era amar, însă tratatul era modificat de ambele țări. Aranjamentul a creat pace în zonă, care a durat până la declanșarea celui de-al Doilea Război Mondial.

### Albania
Granițele Albaniei nu au fost stabilite la Conferința de Pace de la Paris din 1919, acest amănunt fiind rămas în grija Societății să decidă, dar până în septembrie 1921 nu au fost stabilite. Această situație a creat o situație instabilă, trupele grecești pătrunzând pe teritoriul albanez pentru operațiuni militare în sud, iar trupele iugoslave au intervenit, după ciocnirile cu triburile albaneze, în partea de nord extrem al țării. Societatea a trimis o comisie de reprezentanți din diferite puteri către regiune, iar în noiembrie 1921 Societatea a stabilit că granițele Albaniei să rămână aceleași din 1913, cu trei schimbări minore în favoarea Iugoslaviei. Forțele iugoslave s-au retras o săptămână mai târziu, deși au protestat.
Problema cu granițele Albaniei a devenit din nou cauza unui conflict internațional când generalul italian Enrico Tellini și patru asistenți ai săi au fost prinși într-o ambuscadă și uciși pe 24 august 1923, când se trasau noile granițe între Grecia și Albania. Liderul italian Benito Mussolini era furios, și cerea să fie înființată o comisie să investigheze incidentul iar interesele sale să fie finalizate în cinci zile. Indiferent de rezultatele anchetei, Mussolini insista ca guvernul grec trebuie să plătească Italiei cincizeci de milioane de lire pentru reparații. Grecii au declarat că vor plăti numai dacă se va dovedi că incidentul a fost provocat de greci.
Mussolini a trimis o navă de război să bombardeze insula grecească Corfu iar forțele italiene au ocupat Corfu, în 31 august 1923. Acest lucru a încălcat pactul Societății și, prin urmare, Grecia a apelat la Societatea Națiunilor să se ocupe de acest incident. Totuși, Aliații au fost de acord (la insistențele lui Mussolini) ca organizația Conferința Ambasadorilor să fie responsabilă pentru rezolvarea disputei, deoarece conferința era cea care l-a numit pe generalul Tellini. Consiliul Societății a analizat disputa, dar a trimis constatările obținute la Consiliul Ambasadorilor pentru a lua ultima decizie. Conferința a acceptat majoritatea recomandărilor Societății, obligând Grecia să plătească cincizeci de milioane de lire Italiei, chiar dacă cei care au comis crima nu au fost niciodată găsiți. Trupele italiene au părăsit, apoi, insula Corfu.

### Memel
Orașul port Memel (acum Klaipėda) și împrejurimile acestuia, cu o populație predominant germană, se aflau sub control provizoriu al Aliaților, potrivit Articolului 99 al Tratatului de la Versailles. Guvernele francez și polonez susțineau transformarea Memel într-un oraș internațional, pe când lituanienii doreau să anexeze zona. Până în 1923 nu se stabilise încă un control al zonei, determinând forțele lituaniene să invadeze și să ocupe portul. După ce Aliații nu au reușit să ajungă la un acord cu Lituania, au ridicat problema la Societatea Națiunilor. În decembrie 1923, Consiliul Societății a stabilit o comisie de investigare. Comisia a decis să cedeze teritoriul Memel în favoarea Lituaniei și să-i ofere regiunii drepturi autonome. Convenția din Klaipėda a fost aprobată de Consiliul Societății pe 14 martie 1924 și. apoi, de Puterile Aliate și Lituania.

### Hatay
Republica Hatay a fost o entitate de tranziție politică care a exista oficial din 7 septembrie 1938 până pe 29 iunie 1939 pe teritoriul sangeacului Alexandretta sub Mandatul francez pentru Siria. Pe 29 iunie 1939, statul a fost anexat de Turcia, prin consimțământul Franței.

### Mosul
În 1926, Societatea a rezolvat disputa asupra controlului fostei provincii otomane Mosul între Regatul Irakului și Republica Turcia. Potrivit autorităților britanice, cărora li s-a acordat mandat pentru Irak, în 1920, și, prin urmare, reprezentau Irakul în afacerile externe, Mosul aparținea Irakului; pe de altă parte, noua republică turcă pretindea provincia ca parte din nucleul istoric. O comisie de anchetare a Societății Națiunilor cu membrii belgieni, maghiari și suedezi au fost trimiși în regiune, în 1924, pentru a analiza situația și au aflat că populația din Mosul nu dorea să facă parte din Turcia sau Irak, dar fiindcă erau nevoiți să decidă, au ales să facă parte din Irak. În 1925, comisia recomandase ca regiunea să rămână parte a Irakului, cu condiția ca britanicii vor păstra mandatul asupra Irakului pentru încă 25 de ani, pentru a asigura drepturile autonome ale populației kurde. Consiliul Societății a adoptat propunerea iar la 16 decembrie 1925 a hotărât să acorde Mosul Irakului. Deși Turcia a acceptat arbitrajul Societății Națiunilor în Tratatul de la Lausanne, în 1923, a respins decizia unanimă punând la îndoială autoritatea Consiliului. Problema a fost ridicată la Curtea Permanentă de Justiție Internațională ,ar aceasta a afirmat că decizia unanimă luată de Consiliu trebuie acceptată. Cu toate acestea, Marea Britanie, Irak și Turcia au aprobat un pact distinctiv pe 5 iunie 1926, care a respectat, în cea mai mare parte, decizia Societății Națiunilor și a atribuit Mosul Irakului. Totuși, s-a căzut de acord ca Irakul să poată adera la Societate în următorii 25 de ani iar mandatul va lua sfârșit odată ce va deveni membru.

### Vilnius

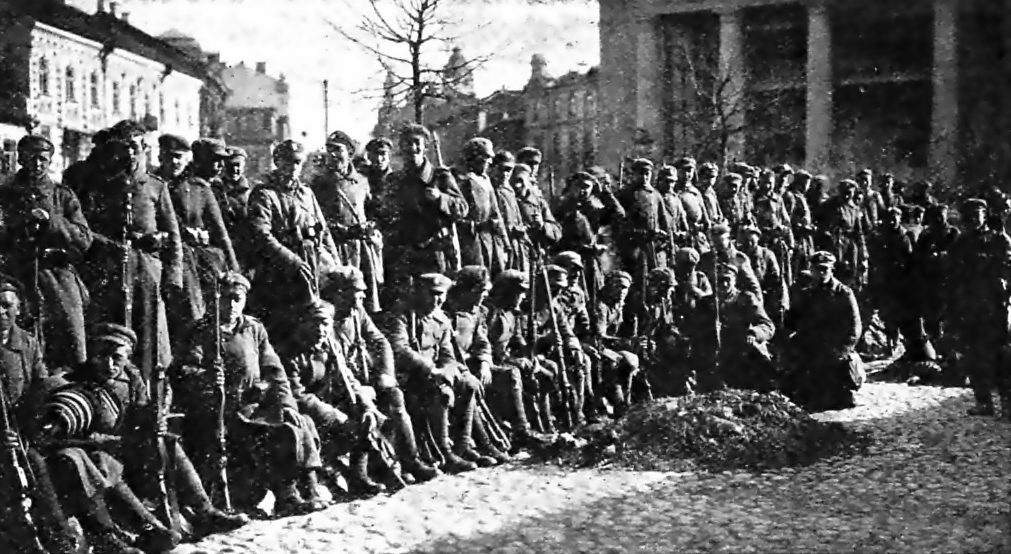
Soldați polonezi în Vilnius (Wilno), 1920

După sfârșitul Primului Război Mondial, Polonia și Lituania și-au redobândit independența însă cele două duceau o dispută asupra granițelor. În timpul Războiului Polono-Sovietic, Lituania a încheiat un tratat de pace cu Uniunea Sovietică, prin care stabilea granițele Lituaniei. Acest acord a oferit control asupra orașului Vilnius (în lituaniană Vilnius, în poloneză Wilno), vechea capitală lituaniană, de către Lituania care devenise sediul guvernului. Această tensiune tot mai sporită între Lituania și Polonia a dus la teama că vor porni un război, iar la 7 octombrie 1920 Societatea a negociat un armistițiu de scurtă-durată. Majoritatea populației orașului Vilnius, în timpul perioadei interbelice, era poloneză iar, în 9 octombrie 1920, generalul Lucjan Żeligowski, împreună cu o forță militară poloneză, au preluat orașul și susțineau că Guvernul Lituanian Central se afla sub protecția lor.
Lituania a cerut asistență din partea Societății iar, ca răspuns, Consiliul Societății Națiunilor a cerut Poloniei retragerea din zonă. Guvernul polonez declarase că se va conforma cu Societatea, dar în loc să părăsească orașul a întărit orașul cu mai multe trupe poloneze. Prin urmare, Societatea a decis ca viitorul orașului Vilnius să fie determinat de locuitorii acestuia într-un plebiscit iar forțele poloneze să se retragă și să fie înlocuite de o forță internațională organizată de Societate. Câteva state membre ale Societății, printre care Franța și Marea Britanie, începeau să trimită trupe în zone ca parte din forța internațională. La sfârșitul anilor 1920, ostilitățile între Polonia și Lituania escaladaseră încă o dată dar în 1921, guvernul polonez căuta modalități de rezolvare pe cale pașnică. A fost de acord să susțină planul Societății, să retragă trupele poloneze și să colaboreze cu plebiscitul. Cu toate acestea, Societatea nu avea să fie susținută de Lituania și Uniunea Sovietică, care s-au opus oricărei prezențe de forțe internaționale în Lituania. În martie 1921, Societatea și-a abandonat planurile pentru plebiscit și forța internațională revenind la încercarea de a oferi un acord între cele două părți. Vilnius și zona dimprejur erau alipite oficial de Polonia în martie 1922, iar pe 14 martie, Conferința Aliaților au trasat frontiera între Lituania și Polonia, lăsând Vilnius în cadrul Poloniei. Autoritățile lituaniene au refuzat să accepte decizia și au rămas într-o stare război cu Polonia până în 1927. Până la ultimatumul polonez din 1938 Lituania și-a reluat relațiile diplomatice cu Polonia, punând capăt războiului, și de facto acceptând granițele vecinului său.

### Columbia și Peru

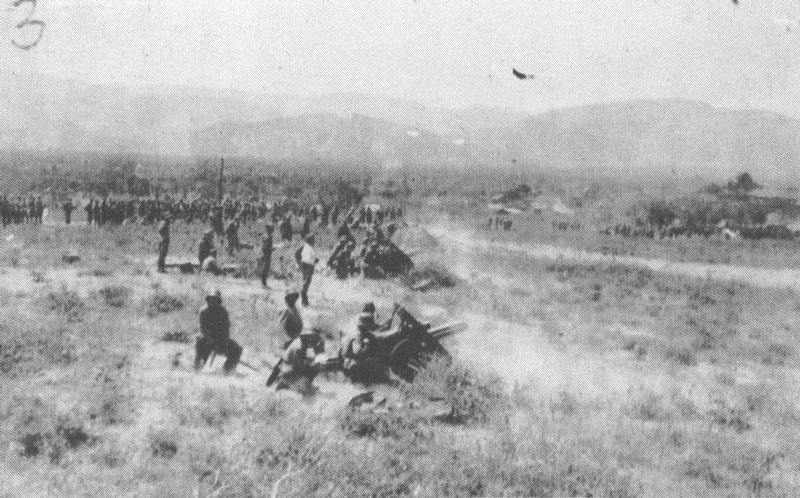
Armata columbiană contracarând un atac peruvian

În prima parte a secolului XX au existat câteva conflicte la granița dintre Columbia și Peru iar în 1922, guvernele lor au semnat Tratatul Salomón-Lozano pentru a rezolva aceste conflicte. Ca parte din acest tratat, orașul-graniță Leticia și zona împrejmuită au fost cedate din partea Perului către Columbia, oferindu-i acestuia din urmă acces către Râul Amazon. Pe 1 septembrie 1932, șefii de afaceri ai industriilor peruviene de cauciuc și zahăr care și-au pierdut terenurile când zona a fost dată Columbiei au organizat o invazie a Leticiei. La început, guvernul peruvian nu a recunoscut preluarea militară însă președintele Perului, Luis Sánchez Cerro, a decis să opună rezistență reocupării columbiene. Ca urmare a ocupării Leticiei de către Armata peruviană, cele două națiuni au intrat în conflict. După câteva luni de certuri diplomatice, cele două guverne au acceptat medierea din partea Societății Națiunilor iar reprezentanții lor și-au prezentat cazurile în fața Consiliului Societății. Un acord de pace provizoriu, semnat de ambele părți în mai 1933, a oferit Societății să preia controlul asupra teritoriului disputat în timp ce negocierile bilaterale continuau. În mai 1934, a fost semnat un ultim acord de pace, încheindu-se cu înapoierea Leticiei către Columbia, scuze oficiale din partea Perului pentru invazia din 1932, demilitarizarea zonei care înconjura Leticia, libera navigare pe râurile Amazon și Putumayo și o asigurare de neagresiune.

### Saar
Saar a fost o provincie înființată și plasată sub controlul Societății prin Tratatul de la Versailles. A fost formată din părți ale Prusiei și Palatinatei. După cincisprezece ani de administrație sub Societate, s-a desfășurat un plebiscit pentru a stabili cărei părți se va alipi, Germania sau Franța. Când referendumul a avut loc în 1935, 90,3% din votanți doreau să facă parte din Germania. Pe 17 ianuarie 1935, Societatea Națiunilor a aprobat reintegrarea teritoriului către Germania.

## Alte conflicte
Pe lângă disputa pe teritorii, Societatea încerca să aplaneze și alte conflicte între (chiar și pe plan intern) națiuni. Printre aceste succese au fost încercări pentru combaterea comerțului internațional de opiu și a sclaviei sexuale și lucra pentru a atenua suferința refugiaților, în special a celor din Turcia în perioada 1926. Una din inovații în această regiune din urmă a fost introducerea pașaportului Nansen în 1922, care a fost prima carte de identitate recunoscută la nivel internațional pentru refugiații apatrid.

### Grecia și Bulgaria
În urma unui incident produs la granița între Grecia și Bulgaria, în octombrie 1925, cele două state au început să se lupte. La trei zile după incidentul inițial, trupele grecești au invadat Bulgaria. Guvernul bulgar și-a ordonat trupelor să ofere numai o dovadă de rezistență, și a evacuat între zece și cincisprezece mii de locuitori de la granița regiuni, având încredere în rezolvarea disputei de către Societate. Societatea a condamnat invazia grecească și a cerut atât retragerea, cât și despăgubiri Bulgariei.

### Liberia
În urma acuzațiilor de muncă forțată în plantațiile de cauciuc Firestone deținută de americani și acuzațiilor americane de trafic cu sclavi, guvernul liberian a cerut Societății să pornească o anchetă. Statele Unite ale Americii și Liberia au alcătuit o comisie pentru investigare, fiind aprobată de Societate. În 1930, un raport al Societății Națiunilor a confirmat prezența sclaviei și a muncii forțate. Raportul a implicat mai mulți oficiali guvernamentali în vânzarea contractelor de muncă și s-a recomandat ca aceștia să fie înlocuiți de europeni sau americani. Guvernul liberian a scos în afara legii munca silită și sclavia și au cerut ajutor americanilor, o mișcare care a stârnit nemulțumire în Liberia și a dus la demisia președintelui Charles D. B. King și a vice-președintelui său. Societatea a amenințat apoi că va înființa o epitropie asupra Liberiei dacă nu se efectuau reforme.

### Incidentul din Mukden

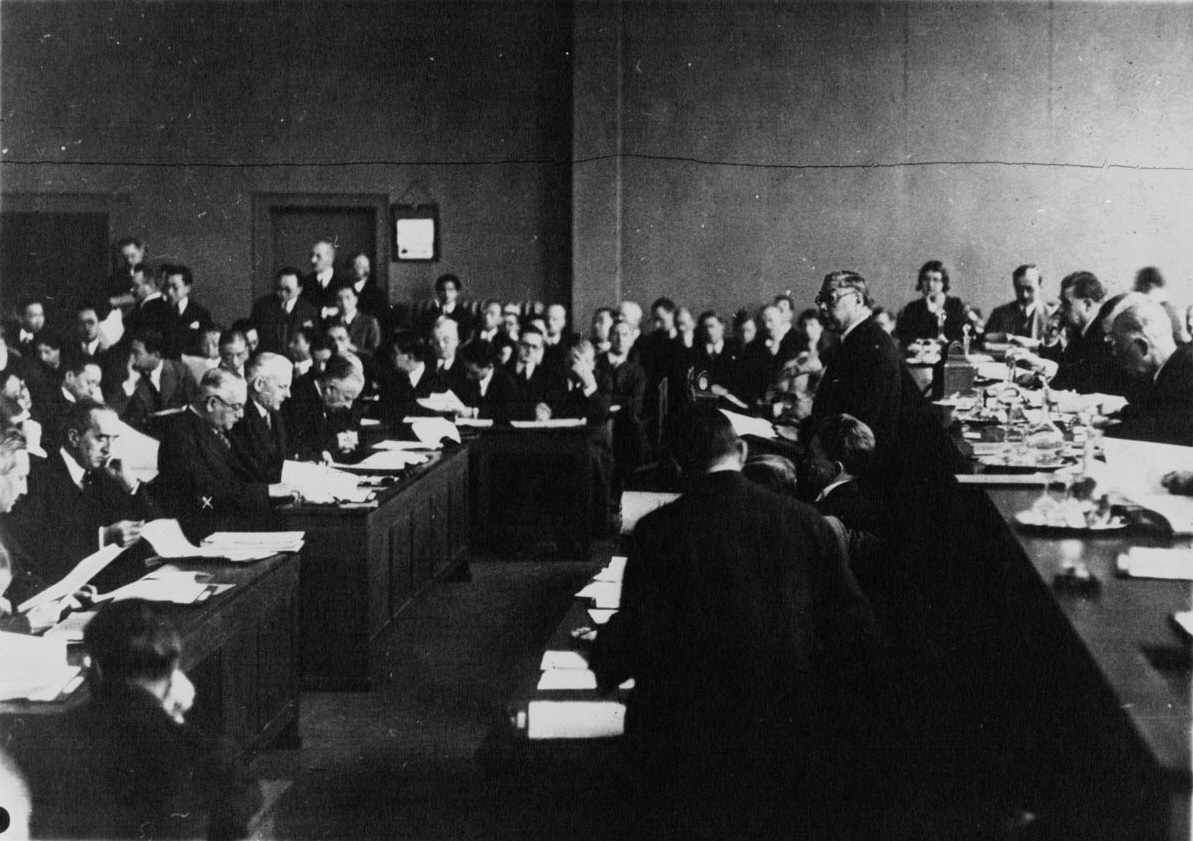
Delegația chineză ridicând problema crizei din Manciuria la Societatea Națiunilor în 1932

Incidentul din Mukden, cunoscut și cu numele „Incidentul Manchurian” sau „Criza din Orientul Îndepărtat” a fost unul din marile eșecuri ale Societății și a acționat precum un catalizator pentru retragerea Japoniei din organizație. În conformitate cu termenii unei concesiuni convenite, guvernul japonez avea dreptul să-și staționeze trupele în zona care înconjura Calea ferată din Manciuria de Sud, o importantă rută comercială între cele două țări, în regiunea chineză a Manciuriei. În septembrie 1931, o secțiune a căii ferate a fost avariată ușor de ofițerii și trupele ale armatei japoneze Kwantung ca pretext pentru invazia Manciuriei. Cu toate acestea, armata japoneză susținea că soldații chinezi au sabotat calea ferată iar ca represalii aparente (contrare ordinelor guvernului civil) au ocupat întreaga regiune a Manciuriei. Aceștia au redenumit zona în Manciukuo, iar pe 9 martie 1932 au instaurat un guvern marionetă cu Pu Yi, fostul împărat al Chinei, ca șef executiv. La nivel internațional, acest nou stat a fost recunoscut numai de către guvernele din Italia și Germania; restul statelor considerau în continuare Manciuria ca parte integrantă a Chinei. În 1932, forțele aeriene și navale japoneze au bombardat orașul chinezesc Shanghai, declanșând Incidentul din Shanghai.
Societatea Națiunilor a acceptat să ofere ajutorul cerut din partea guvernului chinez, însă călătoria prea lungă cu vaporul i-a întârziat pe oficialii Societății să investigheze problema. Odată ajunși, oficialii s-au confruntat cu afirmațiile chinezilor și anume că japonezii i-au invadat ilegal, iar japonezii susțineau că aceștia acționau pentru a menține pacea în zonă. În ciuda poziției importante a Japoniei în cadrul Societății, Lytton Report a declarat, ulterior, că Japonia este agresorul și a cerut înapoierea Manciuriei către China. Înainte ca raportul să fie votat de către Adunare, Japonia își anunțase intenția de a pătrunde mai mult în China. Raportul a fost aprobat cu 42-1 în cadrul Adunării, în 1933 (numai Japonia votase împotrivă), dar în loc să-și retragă trupele din China, Japonia s-a retras în calitate de membru al Societății.
Potrivit Pactului, Societatea era obligată să răspundă prin sancționarea economică a Japoniei, sau să adune o armată și să-i declare război. Totuși, niciuna din aceste măsuri nu au fost aplicate. Amenințarea cu sancționarea economică ar fi fost aproape inutilă, deoarece Statele Unite ale Americii nu era membru al Societății. Orice sancțiuni economice, pe care Societatea le-ar fi impus statelor membre, ar fi fost ineficace, deoarece, dacă un stat era împiedicat să facă comerț cu un alt membru, putea să facă comerț cu SUA. Societatea putea aduna o armată, dar majoritatea puterilor, precum Marea Britanie și Franța, erau prea ocupate de propriile afaceri interne, precum menținerea controlului asupra coloniilor extinse, în special după învălmășeala Primului Război Mondial. Prin urmare, Japonia a rămas în control asupra Manciuriei, până când Armata Roșie a Uniunii Sovietice a preluat regiunea și l-a înapoiat Chinei la sfârșitul celui de-al Doilea Război Mondial.

### Războiul din Chaco
Societatea nu reușise să prevină războiul din 1932 dintre Bolivia și Paraguay asupra regiunii secetoase Gran Chaco din America de Sud. Deși regiunea era mai puțin populată, aceasta cuprindea râul Paraguay și ar fi oferit uneia din cele două state fără ieșire la mare acces către Oceanul Atlantic, și exista speculația că Chaco ar fi o sursă bogată de petrol, însă aceasta s-a dovedit incorectă. Încăierările de la graniță de la sfârșitul anilor 1920 au culminat într-un război în toată regula în 1932, când armata boliviană a atacat paraguayenii la Fort Carlos Antonio López la Lake Pitiantuta. Paraguay a apelat la Societatea Națiunilor, însă Societatea nu întreprins acțiuni când Conferința Pan-American s-a oferit să medieze situația. Războiul a fost un dezastru pentru ambii beligeranți, provocând pierderi de 57.000 pentru Bolivia, a cărei populație era în jur de trei milioane și 36.000 de morți pentru Paraguay, a cărui populație a fost de aproximativ un milion. De asemenea, cele două erau la limita unui dezastru economic. Până să se negocieze oprirea războiului pe 12 iunie 1935, Paraguay a preluat controlul asupra celei mai mari părți a regiunii, acest fapt a fost recunoscut printr-un armistițiu semnat în 1938.

### Invazia italiană în Abisinia

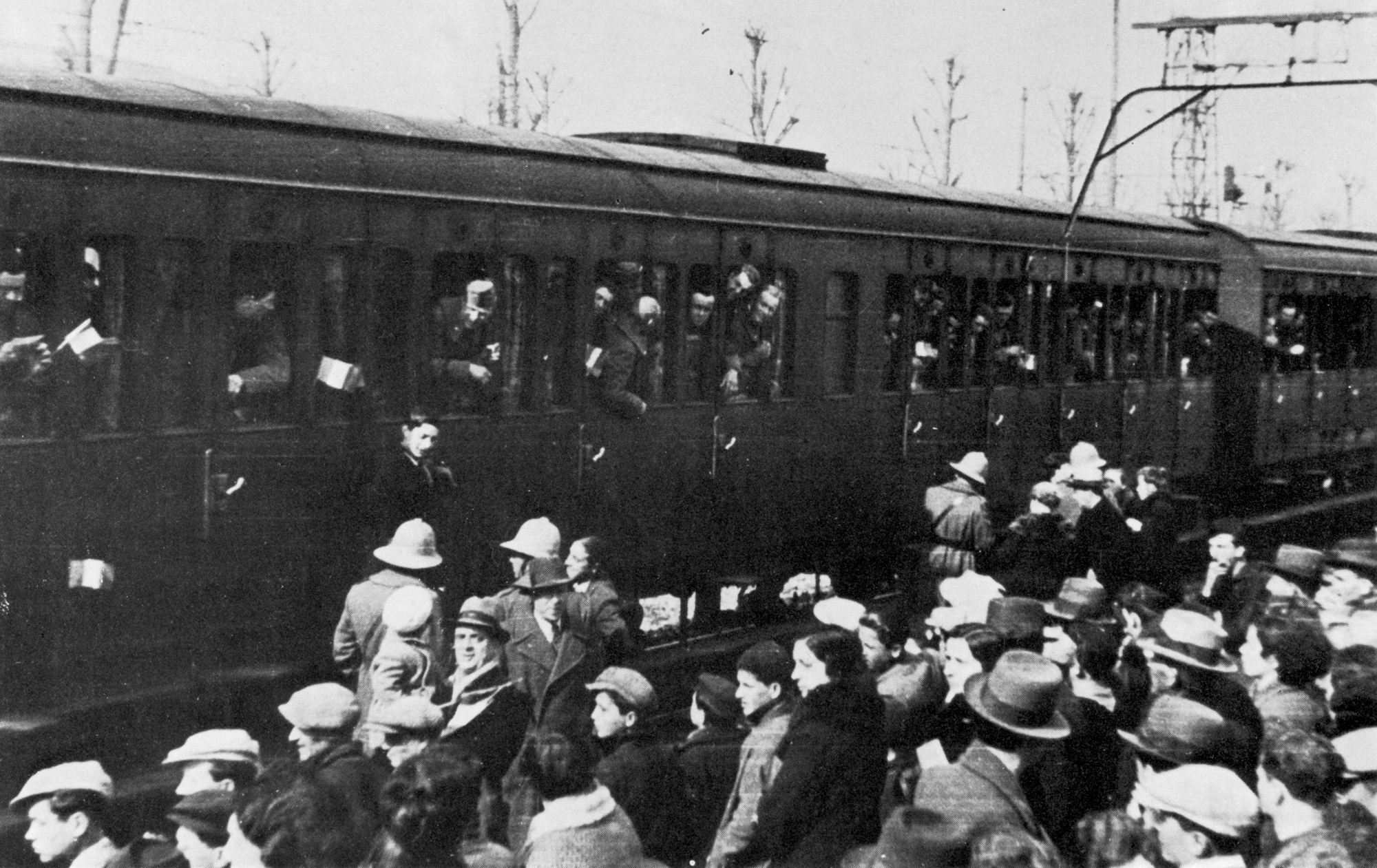
Soldați italieni recrutați în 1935 pentru a lupta în al Doilea Război Italo-Etiopian

În octombrie 1935, Benito Mussolini a trimis 400.000 de trupe pentru invazia din Abisinia (Etiopia). Campania a fost condusă de mareșalul Pietro Badoglio din noiembrie 1935, ordonând bombardamente, folosirea de arme chimice precum iperită, și otrăvirea aprovizionărilor cu apă împotriva obiectivelor printre care satele lipsite de apărare și centrele medicale. Armata italiană i-a înfrânt pe slab echipații abisinieni și a capturat capitala Addis Abeba, în luna mai 1936, obligându-l pe împăratul Etiopiei, Haile Selassie, să fugă.
Societatea Națiunilor a condamnat agresiunea Italiei și a sancționat-o economic, în noiembrie 1935, însă sancțiunea a fost ineficace din moment ce nu au interzis vânzarea de petrol sau închiderea Canalului Suez (controlat de Marea Britanie). După cum observase Stanley Baldwin, pe atunci Prim-Ministrul Marii Britanii, aceasta s-a datorat lipsei unei forțe armate care să contracareze atacul Italiei. În octombrie 1935, președintele american, Franklin D. Roosevelt adoptase Actele de Neutralitate și a impus un embargo asupra armelor și munițiilor în ambele tabere, dar a extins și un „embargo moral” asupra combatanților italieni, printre care și alte obiecte de comerț. Pe 5 octombrie iar, apoi, în 29 februarie 1936, Statele Unite a încercat, cu un oarecare succes, să-și limiteze exporturile de petrol și alte materiale. Sancțiunile impuse de Societatea Națiunilor au fost ridicate pe 4 iulie 1936, însă până la acea dată Italia controla zonele urbane ale Abisiniei.
Pactul Hoare–Laval din decembrie 1935 a fost o încercare a Secretarului Britanic de Externe, Samuel Hoare, și a Premierului francez, Pierre Laval, de a pune capăt conflictului din Abisinia, propunând partajarea țării într-un sector italian și un alt sector abisinian. Mussolini susținea această inițiativă, însă aceasta a fost deconspirată. Publicul britanic și cel francez au protestat vehement împotriva acestui plan, fiind descris ca o vânzare totală în vederea lichidării Abisiniei. Hoare și Laval au fost obligați să demisioneze iar guvernele britanic și francez s-au separat de cei doi. În iunie 1936, deși niciun alt șef de stat nu s-a adresat Adunării Societății Națiunilor, în persoană, Haile Selassie a vorbit în cadrul Adunării, cerând ajutor pentru țara sa.
Criza din Abisinia a dovedit cum Societatea Națiunilor poate fi influențată de interesele membrilor săi; unul din motivele pentru care sancțiunile nu au fost foarte aspre a fost datorită temerii Marii Britanii și Franței că Mussolini și dictatorul german Adolf Hitler vor forma o alianță.

### Războiul Civil Spaniol
În data de 17 iulie 1936, Armata Terestră Spaniolă a dat o lovitură de stat, ducând la un conflict armat între republicanii spanioli (guvernul național de stânga) și naționaliști (rebelii conservatorii, anti-comuniști din care făceau partea majoritatea ofițerilor Armatei Spaniole). Ministrul Afacerilor Externe, Julio Álvarez del Vayo, a făcut apel către Societatea Națiunilor, în septembrie 1936, să primească arme pentru apărarea integrității teritoriale și a independenței politice. Cu toate acestea, membrii Societății nu au intervenit în Războiul Civil Spaniol sau să prevină o intervenție externă în cadrul conflictului. Adolf Hitler și Mussolini continuau să-i sprijine pe naționaliștii conduși de Francisco Franco, pe când Uniunea Sovietică a ajutat cealaltă tabără combatantă. În februarie 1937, Societatea a interzis voluntarii externi, însă aceasta a fost, de fapt, o mișcare simbolică.

### Al Doilea Război Chino-Japonez
După mai multe conflicte care s-au purtat de-a lungul anilor 1930, Japonia a lansat o invazie pe scară largă asupra Chinei, în 7 iulie 1937. Pe 12 septembrie, reprezentantul chinez, Wellington Koo a cerut Societății Națiunilor o intervenție internațională. Țările occidentale îi simpatizau pe chinezi pentru lupta lor, în special în Bătălia de la Shanghai, un oraș cu mulți străini. Cu toate acestea, Societatea nu a putut asigura nicio măsură practică; pe 4 octombrie, cazul a fost predat către Tratatul Celor Nouă Puteri.

## Eșecul dezarmării
Articolul 8 al Pactului Societății Națiunilor prevedea „reducerea armamentului național la minimul compatibil cu siguranța națională și cu executarea obligațiunilor internaționale impuse printr-o acțiune comună.” O mare parte din timpul și efortul Societății Națiunilor a fost dedicat acestui scop, deși guvernele membrilor acesteia erau sceptici că o asemenea dezarmare vastă poate avea succes sau nici nu era dorită. Puterile aliate erau, de asemenea, obligate, conform Tratatului de la Versailles, să încerce dezarmarea, iar restricțiile de armament impuse asupra țărilor învinse au fost descrise ca fiind primul pas către o dezarmarea mondială. Pactul Societății Națiunilor impunea Societății misiunea de crea un plan de dezarmare pentru fiecare stat, însă Consiliul a descentralizat această responsabilitate către o comisie specială înființată în 1926 de a pregăti Conferința Dezarmării Mondiale între 1932-1934. Membrii Societății aveau păreri diferite asupra acestei probleme. Franța ezita să-și reducă armamentul fără o garanție de ajutor militar în cazul în care ar fi fost atacată; Polonia și Cehoslovacia se simțeau vulnerabile atacurilor din partea de vest și doreau ca reacția Societății asupra agresiunii împotriva membrilor săi să fie consolidată înainte să se dezarmeze. Fără această asigurare, nu și-ar fi redus armamentele fiind considerau că amenințarea Germaniei era prea mare. Frica de un atac a crescut când Germania și-a redobândit puterea după Primul Război Mondial, în special când Adolf Hitler a obținut puterea și a devenit Cancelar al Germaniei, în 1933. De asemenea, încercarea Germaniei de a nu respecta Tratatul de la Versailles și reconstruirea Armatei Germaniei a determinat și mai mult Franța să nu se dezarmeze.
Conferința Mondială a Dezarmării a fost susținută de Societatea Națiunilor la Geneva în 1932, la care au participat 60 de state. La începutul conferinței, a fost propus un moratoriu de un an asupra extinderii armamentelor iar apoi prelungit cu câteva luni. Comisia de Dezarmare obținuse, inițial, acordul Franței, Italiei, Japoniei și a Marii Britanii de a-și reduce flotele marine. Pactul Kellogg-Briand emis de comisie în 1928, nu reușise să scoată războiul în afara legii. În cele din urmă, Comisia eșuase să oprească reconstruirea militară a Germaniei, Italiei și a Japoniei în anii 1930. În timpul evenimentelor importante care au dus la izbucnirea celui de-al Doilea Război Mondial, Societatea a fost în mare parte tăcută, precum remilitarizarea Renaniei, ocuparea regiunii Sudetenland precum și Anschlussul Austriei, fiind interzise prin Tratatul de la Versailles. Chiar și membrii Societății s-au reînarmat. În 1933, Japonia s-a retras pur și simplu din cadrul Societății, preferând să-și prezinte decizia, urmată de Germania, în același an (folosind ca pretext eșecul Conferinței de Dezarmare Mondială de a ajunge la un acord de egalitate asupra armelor dintre Franța și Germania) și Italia în 1937. Ultimul act semnificativ al Societății a fost expulzarea Uniunii Sovietice, în decembrie 1939, după ce a invadat Finlanda.

## Deficiențe generale

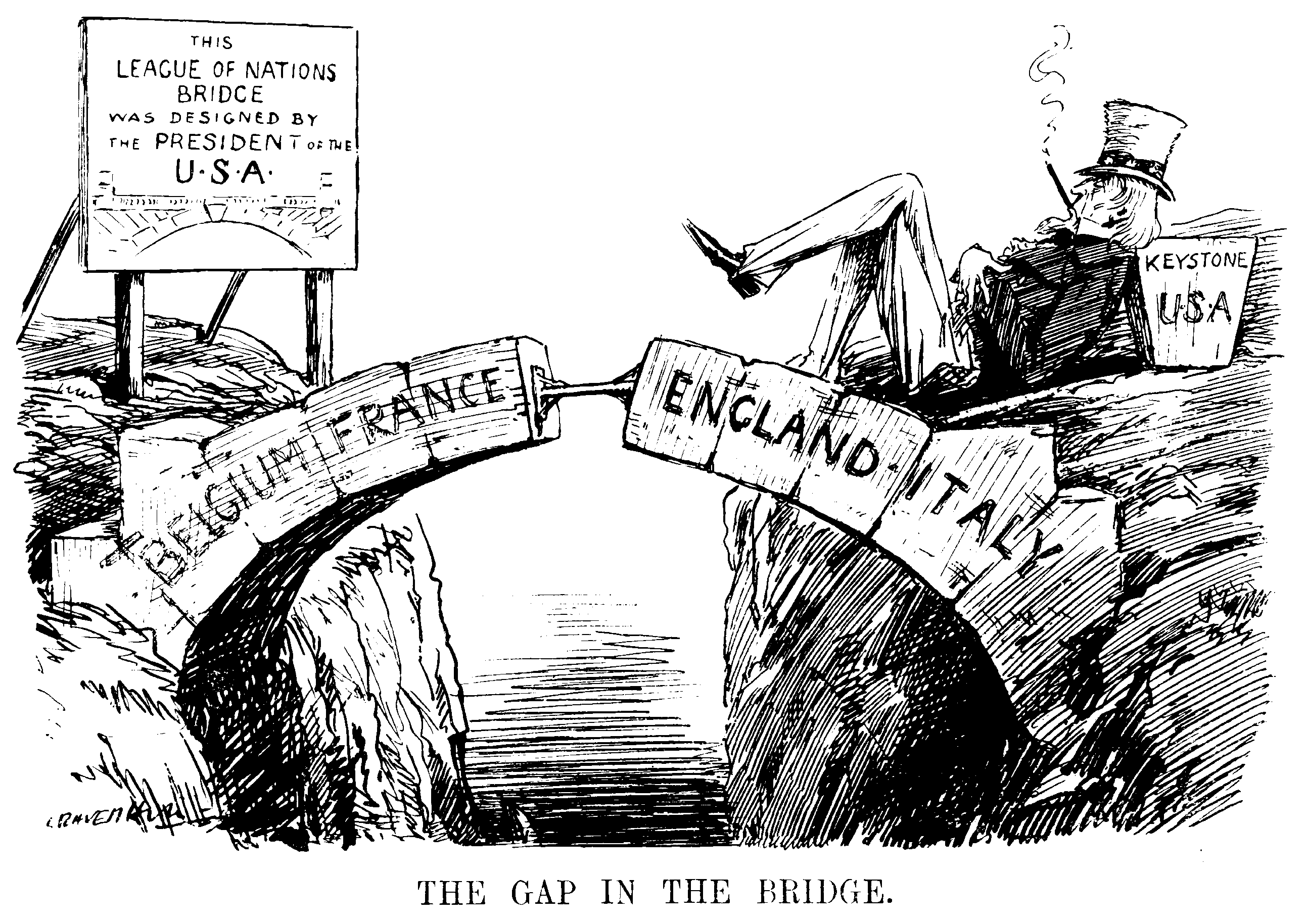
Decalajul din Pod
pe pancartă scrie „Această Societate a Națiunilor a fost construită de Președintele Statelor Unite ale Americii.”
Desen din revista Punch, 10 decembrie 1920, satirizând decalajul lăsat de SUA neaderând la Societate.

Izbucnirea celui de-al Doilea Război Mondial a demonstrat că Societatea nu a reușit să împiedice ceea ce a urmărit de la început: prevenirea unui alt război mondial. Au existat mai multe motive pentru acest eșec, multe fiind legate deficiențele generale din cadrul organizației. În plus, puterea Societății a fost diminuată de refuzul Statelor Unite de a se alătura.

### Origini și structură
Originile Societății ca organizație creată de Forțele Aliate ca parte a inițiativei de pace pentru a pune capăt Primului Război Mondial a fost privită ca „Liga Învingătorilor”. Neutralitatea Ligii avea tendința de a se manifesta ca o nehotărâre. Era nevoie de un vot unanim din partea a nouă, ulterior cincisprezece, membri ai Consiliului; prin urmare, acțiunea concludentă și ineficientă a fost dificilă, dacă nu chiar imposibilă. De asemenea, deciziile se luau foarte greu, deoarece câteva cereau consimțământul întregii Adunări. Această problemă era cauzată, în principal, de membrii originari ai Societății Națiunilor care nu doreau să accepte o posibilitate ca soarta lor să fie decisă de alte state și, prin impunerea votului unanim, aceștia și-au atribuit puterea veto-ului.

### Reprezentarea globală
Reprezentarea în cadrul Societății a fost mereu o problemă. Deși intenționa să includă toate statele, multe nu s-au alăturat, sau durata lor în cadrul Societății era scurt. Absentul cel mai evident a fost SUA. Președintele Woodrow Wilson a fost o forță de conducere aflat în spatele formării Societății și a influențat puternic sistemul pe care l-a luat, însă Senatul SUA a votat, în 19 noiembrie 1919, să nu se alăture. Ruth Henig susținea că devenirea Statelor Unite ca membru ar fi oferit sprijin Franței și Marii Britanii, eventual făcându-i pe francezi să se simtă mai în siguranță și, prin urmare, încurajând Franța și Marea Britanie să coopereze mai mult în ceea ce privește Germania, iar ascensiunea Partidului Nazist la putere nu ar mai fi fost posibilă. Totuși Henig știa că în cazul în care SUA ar fi devenit membru, reticența sa de a se angaja în război cu statele europene și să adopte sancțiuni economice ar putea fi împiedicată de abilitatea Societății de a face față incidentelor internaționale. Structura Guvernului Statelor Unite ale Americii ar fi fost, de asemenea, o problemă, întrucât reprezentanții acesteia la Societatea Națiunilor nu ar fi putut lua nicio decizie, în numele ramurii executive, americane fără aprobarea ramurii legislative.
În ianuarie 1920, când Societatea se înființase, Germaniei nu i s-a permis să devină membru, deoarece era privită ca agresorul care a declanșat Primul Război Mondial. Rusia Sovietică a fost, inițial, exclusă, deoarece concepția comunistă nu era admisă de învingătorii războiului. Societatea a fost și mai slăbită când puteri majore au părăsit-o în anii 1930. Japonia era membru permanent al Consiliului, dar s-a retras în 1933, după ce Societatea s-a opus invadării din Manciuria. Italia, de asemenea, fusese membru permanent al Consiliului, dar s-a retras în 1937. Ulterior, Societatea a acceptat intrarea Germaniei în rândul membrilor în 1926, fiind considerată o „țară iubitoare de pace”, însă Adolf Hitler a scos Germania din organizație atunci când a ajuns la putere, în 1933.

### Securitate colectivă
O altă deficiență a apărut datorită contradicției între idea securității colective care a format temeiul Societății și relațiile internaționale între statele individuale. Sistem securității colective al Societății cerea națiunilor să acționeze, dacă era necesar, împotriva statelor pe care le considerau prietenoase, și într-un mod care le putea pune în pericol interesele lor naționale, de a sprijini statele care nu aveau nicio afinitate. Această deficiență a fost expusă în timpul Crizei din Abisinia, atunci când Marea Britanie și Franța au trebuit să mențină balanța securității pe care și-au creat-o în Europa „de a se apăra împotriva dușmanilor din ordinea interioară”, în care Italia a jucat un rol important, împreună cu obligațiile care le revin în Abisinia, în calitate de membru al Societății.
Pe 23 iunie 1936, în urma eșecului eforturilor Societății de a opri războiul Italiei împotriva Abisiniei, Premierul britanic, Stanley Baldwin, a declarat la Camera Comunelor că securitatea colectivă a

eșuat în cele din urmă datorită ezitării a aproape tuturor națiunilor din Europa de acționa asupra a cea ce îmi place să numesc sancțiuni militare... Adevăratul motiv, sau principalul motiv, a fost că am descoperit în decursul câtorva săptămâni că nu era nicio țară, cu excepția țări agresoare, care era pregătită pentru război... Dacă acțiunea colectivă ar trebui să fie un fapt și nici pe departe un lucru de discutat, înseamnă nu numai că fiecare țară e pregătită de război; dar trebuie să fie pregătită să plece la război de îndată. Este un lucru groaznic, însă este o parte esențială din securitatea colectivă.

În cele din urmă, Franța și Marea Britanie au abandonat conceptul de securitate colectivă în favoarea politicii de calmare în fața creșterii militarismul german sub Hitler.

### Pacifism și dezarmare
Societatea Națiunilor nu a avut propria forță armată și depindea de Marile Puteri pentru a-și impune rezoluțiile, nevrând însă să facă acest lucru. Cei mai importanți doi membri , Franța și Marea Britanie, erau reticente să impună sancțiuni, cu atât mai mult să recurgă la acțiuni militare în numele Societății. Imediat după Primul Război Mondial, pacifismul a devenit o forță puternică între popoarele și guvernele celor două țări. Conservatorii britanici nu era interesați de Societate și au preferat, în cadrul guvernului, să negocieze tratate fără implicarea organizației. Mai mult, sprijinul Societății de dezarmare pentru Marea Britanie și Franța, și ceilalți membri, dar în același timp susținea securitatea colectivă, însemna că Societatea se auto-priva de singurele mijloace de forță prin care puteau să-și mențină autoritatea.
Când Cabinetul britanic a discutat despre conceptul Societății în timpul Primului Război Mondial, Maurice Hankey, Secretarul Cabinetului a răspândit un memorandum pe acest subiect. Acesta afirma, „În general, mie mi se pare că un asemenea proiect este primejdios, deoarece va crea un sentiment de securitate care este o închipuire totală”. Acesta a atacat încrederea britanică antebelică asupra sfințeniei tratatelor ca fiind o amăgire și a încheiat afirmând că:

[O Ligă a Națiunilor] va avea ca rezultat doar eșecul și cu cât eșecul este amânat tot mai mult cu atât mai sigur va fi că această țară va adormi. Aceasta va pune o mare pârghie în mâinile idealiștilor cu intenții bune care se găsesc aproape în fiecare guvern, care au condamnat cheltuielile pe armamente, iar în timp, aproape sigur această țară va fi prinsă în dezavantaj.

Ministrul Biroului de Externe, Sir Eyre Crowe a redactat la rândul său un memorandum către Cabinetul britanic susținând că „o ligă și un pact serios” vor fi doar „un tratat ca oricare tratat”. „Ce este de asigurat că, spre deosebire de celelalte, nu va fi încălcat?” Crowe a continuat să-și exprime scepticismul asupra „obligației de acțiune comună” împotriva agresorilor deoarece credea că acțiunile statelor individuale vor fi în continuare determinate de interesele naționale și de balanța de putere. De asemenea, a criticat propunerea Societății pentru sancțiunile economice deoarece vor fi zadarnice și că „totul este o chestiune de predominare militară”. Tot acesta a avertizat că dezarmarea comună era practic imposibilă.

## Desființare și moștenire

Clădirea Adunării Societății Națiunilor din Geneva

În vreme ce situația din Europa escalada în război, Adunarea a împuternicit Secretarul General pe 30 septembrie 1938 și 14 decembrie 1939 pentru a permite continuarea existenței legale a Societății și să-și mențină activitățile reduse. Sediul Societății, Palatul Păcii a rămas vacant timp de aproape șase ani până la sfârșitul celui de-Al Doilea Război Mondial.
La Conferința de la Teheran din 1943, Aliații au căzut de acord de a crea o nouă organizație, care să înlocuiască Societatea: Organizația Națiunilor Unite. Multe din instituțiile Societății, precum Organizația Internațională a Muncii, au continuat să lucreze, iar, în cele din urmă s-au afiliat cu ONU. Organizarea Organizației Națiunilor Unite a fost destinată să fie mult mai eficace decât a Societății.
Ultima întrunire a Societății Națiunilor a avut loc în 12 aprilie 1946, la Geneva. La aceasta au participat delegații a 34 de țări. La această ședință s-a discutat despre lichidarea Societății: bunurile valorau aproximativ 22.000.000 de dolari în 1946, inclusiv Palatul Păcii și arhivele Societății au fost dat Organizației Națiunilor Unite, fondurile de rezervă au fost înapoiate națiunilor care le-au furnizat, și datoriile Societății au fost rezolvate. Robert Cecil a afirmat la ultima adunare:

Să afirmăm cu îndrăzneală că agresiunea oriunde s-ar afla și oricum poate fi apărată, este o crimă internațională, că este datoria fiecărui stat iubitor de pace să aloce orice forță este necesară pentru a o zdrobi, că mașinăria Cartei, nu mai puțin ca mașinăria Pactului, este suficientă pentru acest scop dacă este folosită cum trebuie, iar orice cetățean binevoitor din fiecare stat să fie gata să se supună oricărui sacrificiu pentru a păstra pacea... Îndrăznesc să-mi impresionez ascultătorii că marea lucrare a păcii se află nu numai în interesele limitate ale națiunilor noastre, dar mai mult pe acele mari principii de drept și nedrept de care națiunile, la fel ca oamenii, depind.
Liga a murit. Mulți ani să trăiască Națiunile Unite!

Moțiunea care a desființat Societatea a fost votată unanim: „Societatea Națiunilor va înceta să mai existe, cu excepția scopului de a-i lichida afacerile.” De asemenea, fusese stabilită și data la care să pună capăt existenței Societății, aceasta fiind a doua zi după închiderea sesiunii. Pe 19 aprilie, Președintele Adunării, Carl J. Hambro din Norvegia, a declarat „sesiunea douăzeci și unu și ultima a Adunării Generale a Societății Națiunilor închisă.” Societatea Națiunilor și-a încetat existența în următoarea zi.
Istoricul american, David Kennedy susține că Societatea a fost un moment unic când afacerile internaționale au fost „instituționalizate”, spre deosebire de metodele de drept și politice dinaintea Primului Război Mondial. Principalii Aliați din Al Doilea Război Mondial (Marea Britanie, Uniunea Sovietică, Franța, Statele Unite ale Americii și Republica Chineză) au devenit membri permanenți în Consiliul de Securitate ONU (CSONU), în 1946. Cu toate acestea, în 1971, Republica Populară Chineză a luat locul Republicii Chineze (Taiwan) ca membru permanent în CSONU. Deciziile Consiliului de Securitate sunt luate de toți membrii ONU; totuși, deciziile unanime nu sunt necesare, spre deosebire Consiliul Societății. Membrii permanenții ai Consiliului de Securitate au drept de veto pe care îl pot folosi pentru a-și proteja interesele vitale.
La fel ca predecesoare sa, ONU nu are propria forță armată, însă cere membrilor săi să contribuie la intervenții armate, precum în Războiul din Coreea și misiunea de menținere a păcii din fosta Iugoslavie. De asemenea, ONU are mai mulți membri decât Societatea Națiunilor.